# شهرستان آرچر (تگزاس)
آرچر (به انگلیسی: Archer) شهرستانی در ایالت تگزاس است. در سرشماری سال ۲۰۰۰، جمعیت این شهرستان ۸٬۸۵۴ نفر اعلام شد. مرکز آرچر شهر آرچر سیتی است. شهرستان آرچر در سال ۱۸۵۸ تأسیس شد.

## جغرافیا
طبق اداره آمار آمریکا، این شهرستان مساحتی در حدود ۲٬۳۹۸ کیلومتر مربع دارد.

### شهرها
- آرچر سیتی
- هالیدی
- اسکاتلند